# Mesar
Mesar (Paridae) är en familj av små tättingar som häckar på norra halvklotet och i Afrika.

## Utseende och beteende
Mesarna är till större delen små kompakta skogslevande arter som ofta har en kort, rak och konisk näbb med små fjäderklädda näsöppningar. De häckar i hål och lägger vitspräckliga ägg. Många av arterna inom familjen är mycket anpassningsbara med en varierad föda som bland annat består av olika sädesslag och insekter. Många av arterna finns i människans närhet och de arter som är stannfåglar ses ofta vid fågelbord. Många arter har visat sig vara läraktiga och opportunister i sitt val av föda. 

## Systematik
Mesarna bildar en klad med pungmesar (Remizidae), den nyskapade familjen feflugsnappare (Stenostiridae) och afrikanska hyliotor (Hyliotidae). Tillsammans utgör de systergrupp till överfamiljen Sylvioidea med gamla världens sångare, men också bland annat lärkor och svalor. Det råder delade meningar om mesar med släktingar bör ingå i Sylvioidea eller forma en egen överfamilj, Paroidea.
Ibland har även stjärtmesarna och pungmesarna förts till familjen mesar, men idag behandlas de som två egna familjer. Genetiska studier visar att pungmesar är nära släkt med mesarna, medan stjärtmesarna står nära lövsångare och cettior. DNA-studier har också visat att den lilla asiatiska arten brandkronad mes snarare är en basal medlem av familjen än en pungmes som man länge trott. Dels är, mer uppseendeväckande, den asiatiska fågeln markhackare (Pseudopodoces humilis), tidigare behandlad som en liten kråkfågel, egentligen en mes, faktiskt nära släkt med talgoxen i Parus.
Merparten av arterna inom denna familj tillhörde tidigare släktet Parus, som är en av de största fågelsläktena med ett 50-tal arter och åtskilliga hundra underarter. Denna familj har nu splittrats upp i ett större antal släkten. Molekylära analyser har visat att släktet Parus består av sex härstamningslinjer, klader, vilka är: blåmesar (Cyanistes), äkta mesar (Parus), gråmesar (Baeolophus), tofsmesar (Lophophanes), svartmesar (Periparus) och titor (Poecile).
Vidare studier har lett till att de östasiatiska mesarna i Periparus lyfts ut till Pardaliparus och samurajmesen med släktingar i Poecile lyfts ut till Sittiparus. För att visa på markhackarens särart genom att behålla den i ett eget släkte har också Parus delats upp ytterligare, de afrikanska mesarna i Melaniparus och de asiatiska gyllenmesarna med släktingar i Machlolophus.

## Släkten och arter
Listan följer AviList:
- Cephalopyrus – brandkronad mes

- Sylviparus – grönmes
- Melanochlora – sultanmes

- Blåmesar (Cyanistes) 
  - Koboltmes (Cyanistes teneriffae)
  - Azurmes (Cyanistes cyanus)
  - Blåmes (Cyanistes caeruleus)

- Pseudopodoces – markhackare
- Talgoxar (Parus) 
  - Orienttalgoxe (Parus monticolus)
  - Talgoxe (Parus major)
  - Grå talgoxe (Parus cinereus)
- Machlolophus

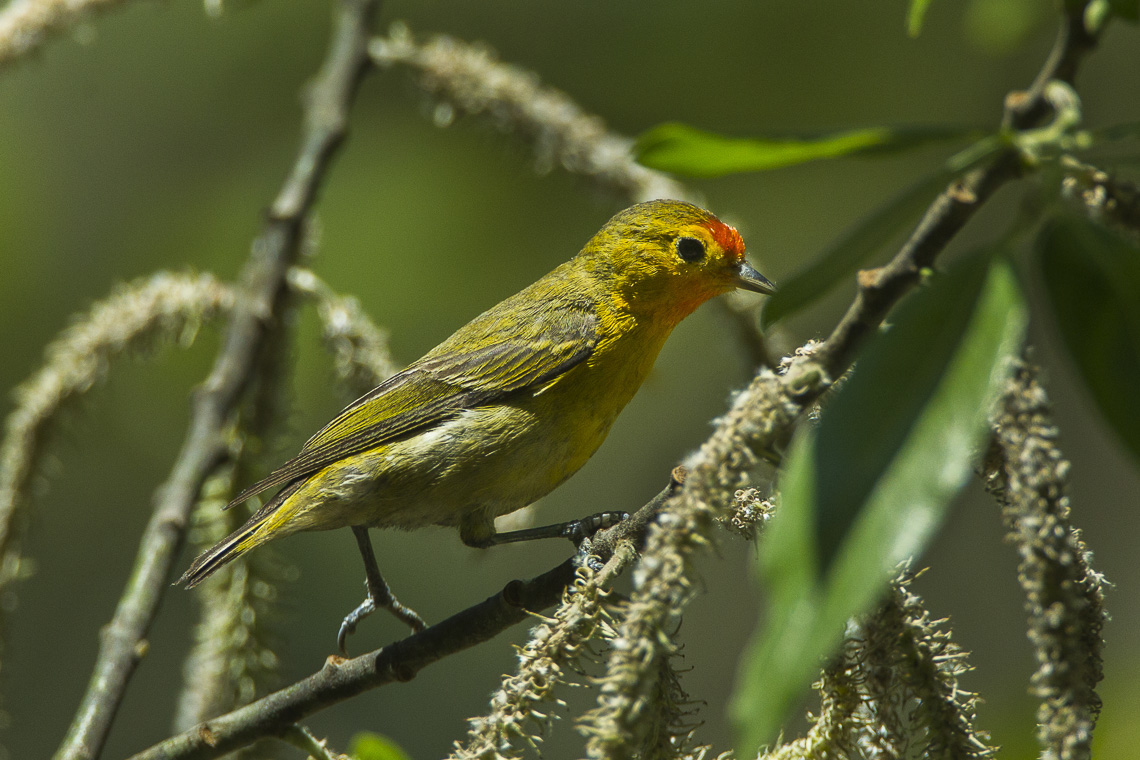
Brandkronad mes (Cephalopyrus flammiceps)

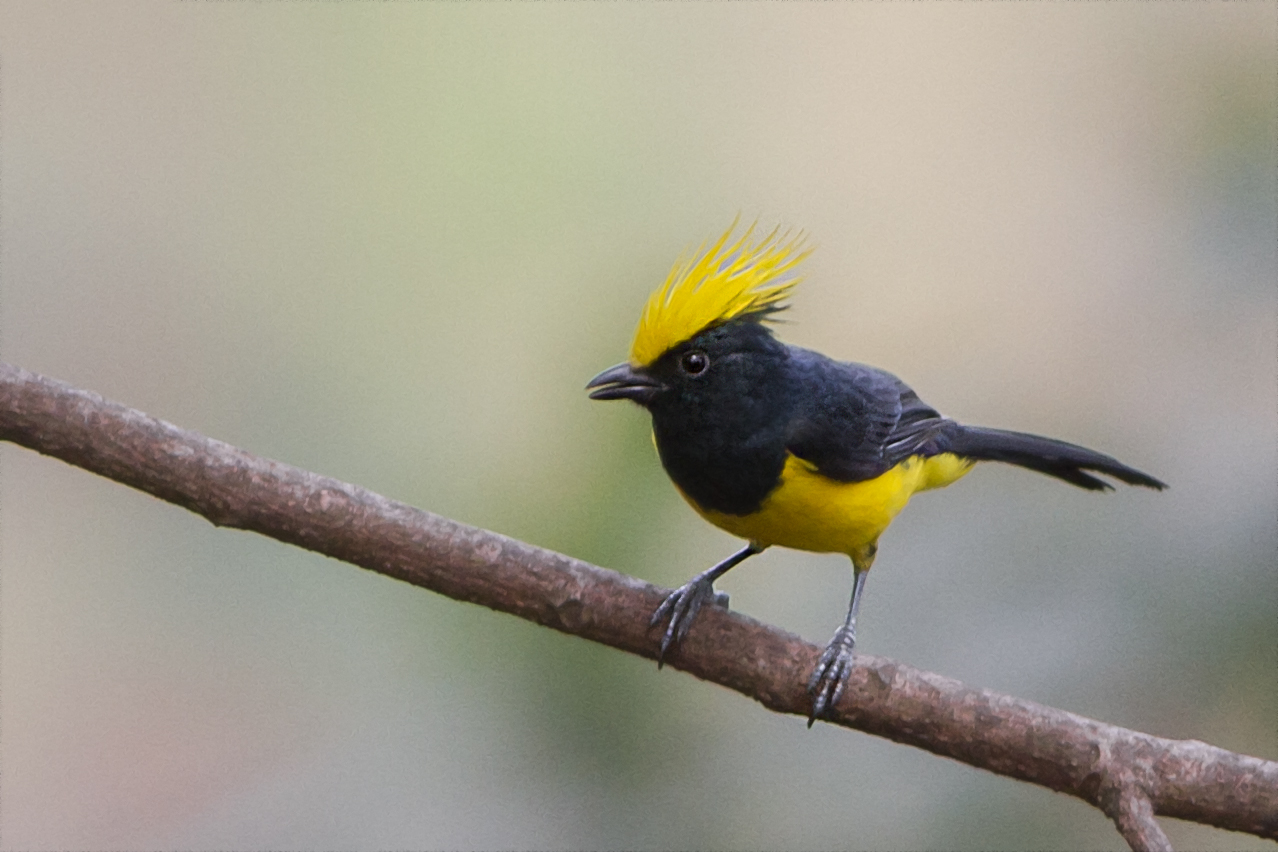
Sultanmes (Melanochlora sultanea)

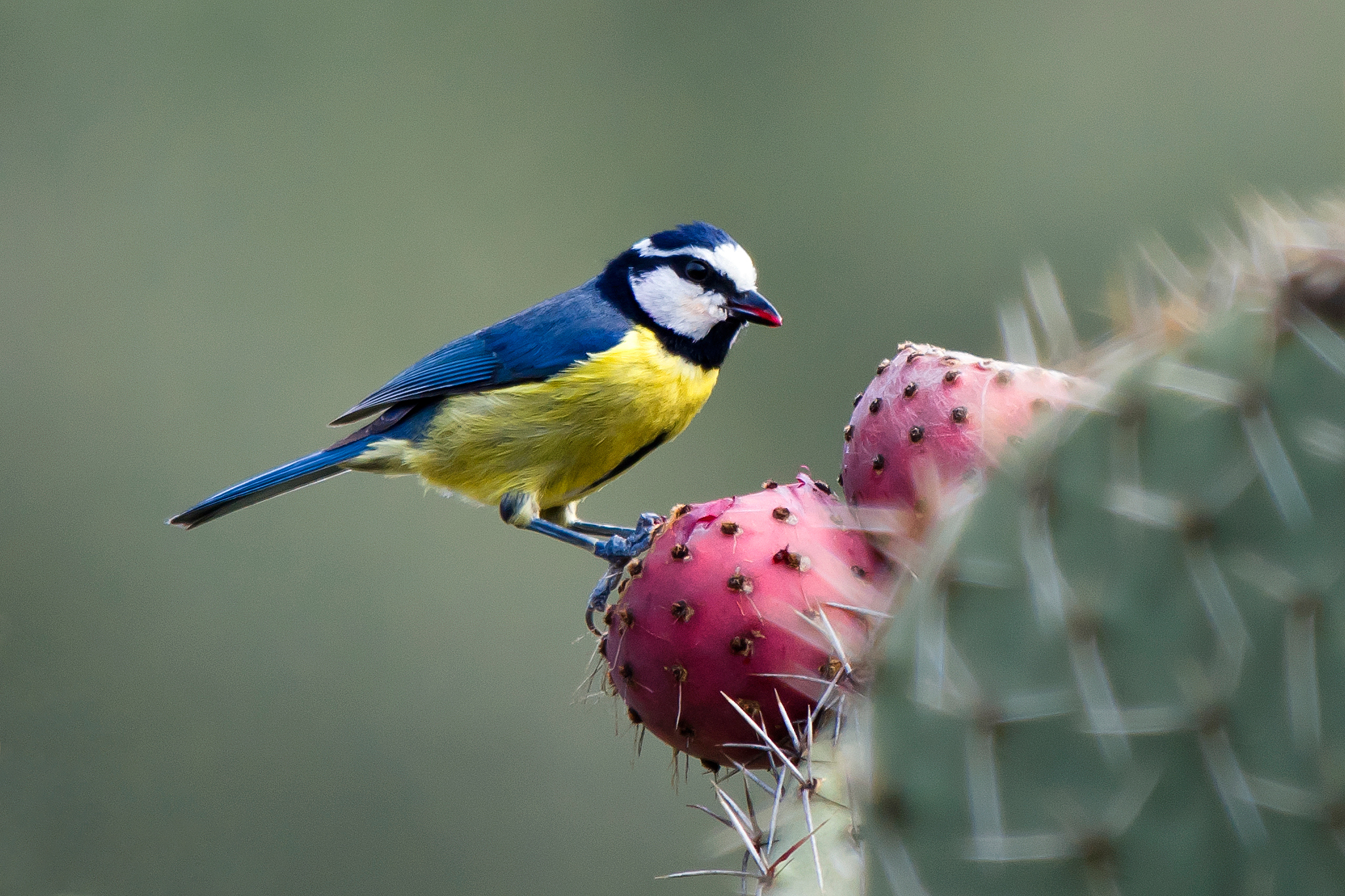
Koboltmes (Cyanistes teneriffae)

  - Vitnackad mes (Machlolophus nuchalis)
  - Gulmes (Machlolophus holsti)
  - Himalayagyllenmes (Machlolophus xanthogenys)
  - Östlig gyllenmes (Machlolophus spilonotus)
  - Indisk gyllenmes (Machlolophus aplonotus)

- Melaniparus

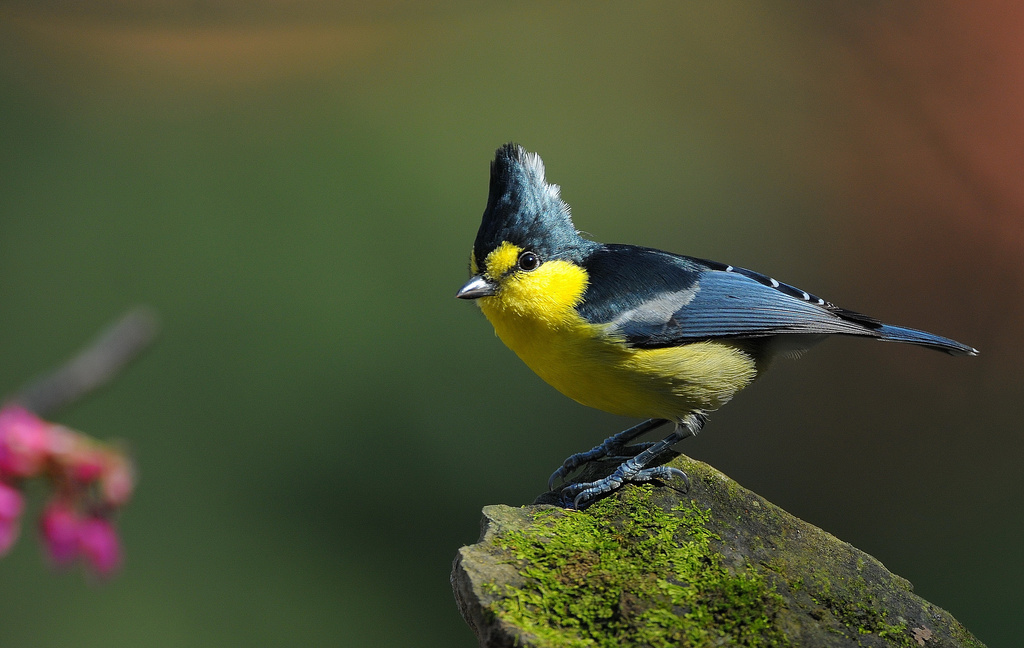
Gulmes (Machlolophus holsti)

  - Savannmes (Melaniparus guineensis)
  - Vitvingad mes (Melaniparus leucomelas)
  - Rostbukig mes (Melaniparus rufiventris)
  - Vitbukig mes (Melaniparus albiventris)
  - Sotmes (Melaniparus niger)
  - Namibmes (Melaniparus carpi)
  - Skiffermes (Melaniparus funereus)
  - Miombomes (Melaniparus griseiventris)
  - Ruwenzorimes (Melaniparus fasciiventer)
  - Somaliames (Melaniparus thruppi)
  - Finkmes (Melaniparus fringillinus)
  - Vitryggig mes (Melaniparus leuconotus)
  - Akaciames (Melaniparus cinerascens)
  - Kapmes (Melaniparus afer)

- Svartmesar (Periparus) 

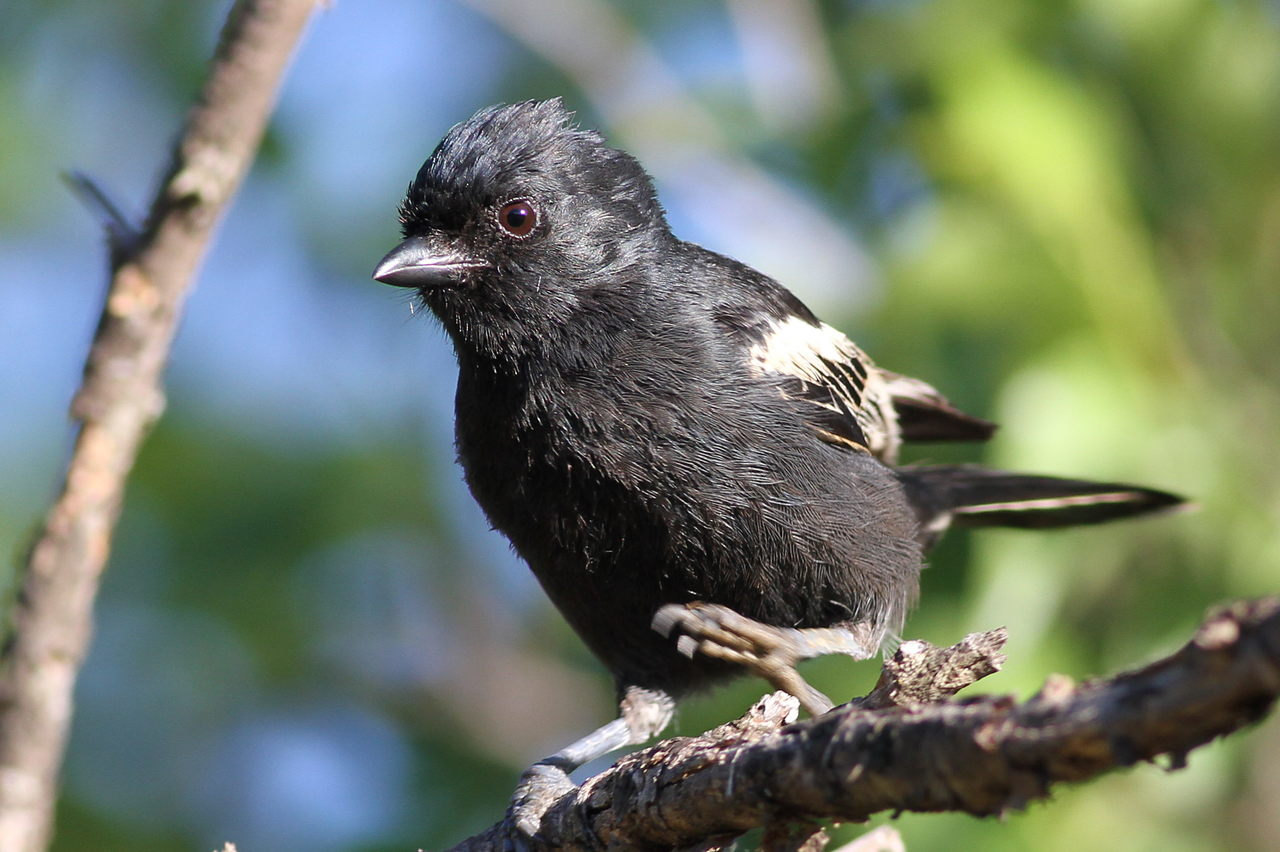
Sotmes (Melaniparus niger)

  - Mandarinmes (Periparus venustulus)
  - Palawanmes (Periparus amabilis)
  - Praktmes (Periparus elegans)
  - Svartmes (Periparus ater)
  - Shimlames (Periparus rufonuchalis)
  - Sherpames (Periparus rubidiventris)

- Tofsmesar (Lophophanes)

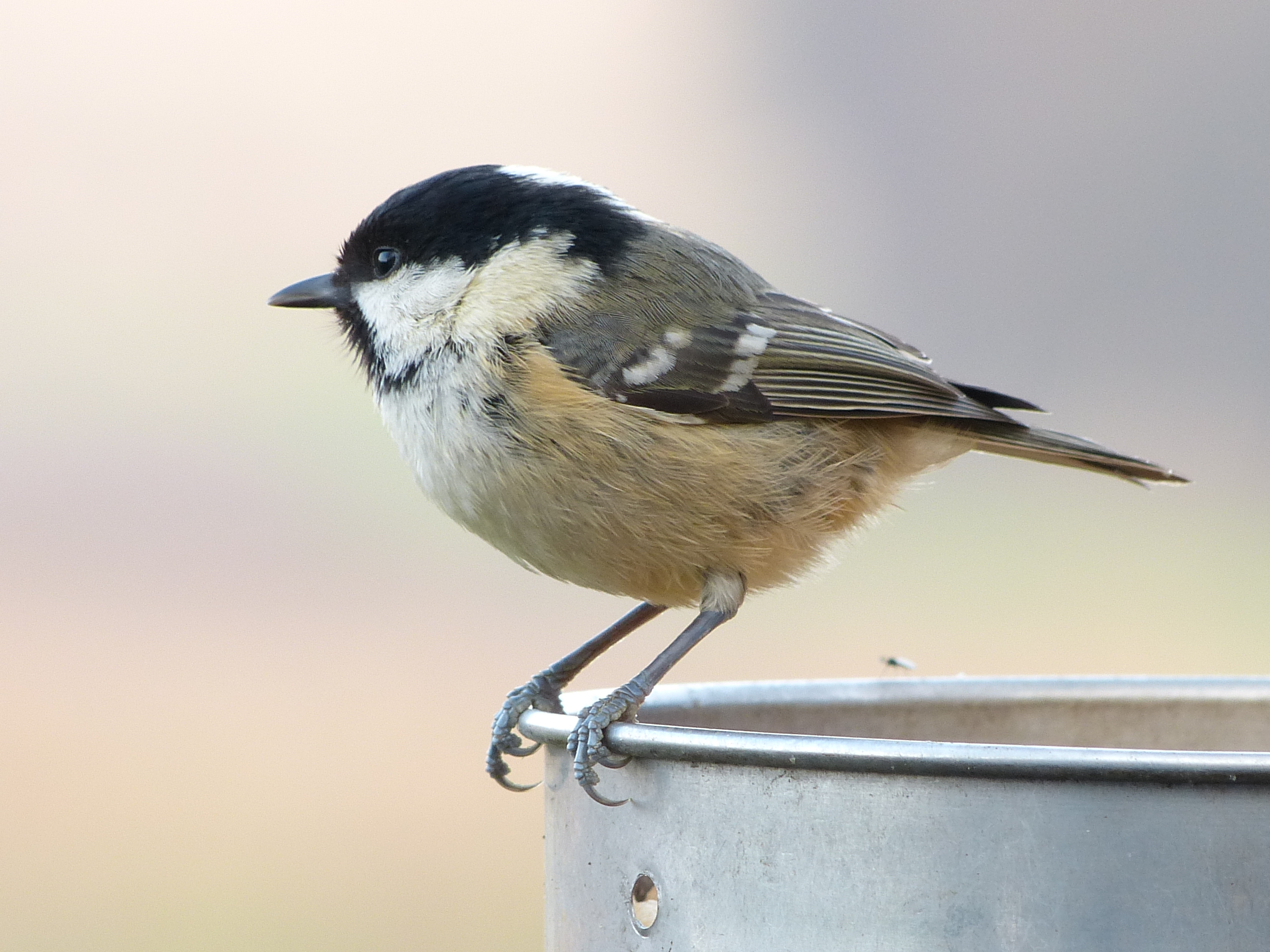
Svartmes (Periparus ater)

  - Grå tofsmes (Lophophanes dichrous)
  - Tofsmes (Lophophanes cristatus)

- Gråmesar (Baeolophus) 
  - Tygelmes (Baeolophus wollweberi)
  - Ekmes (Baeolophus inornatus)

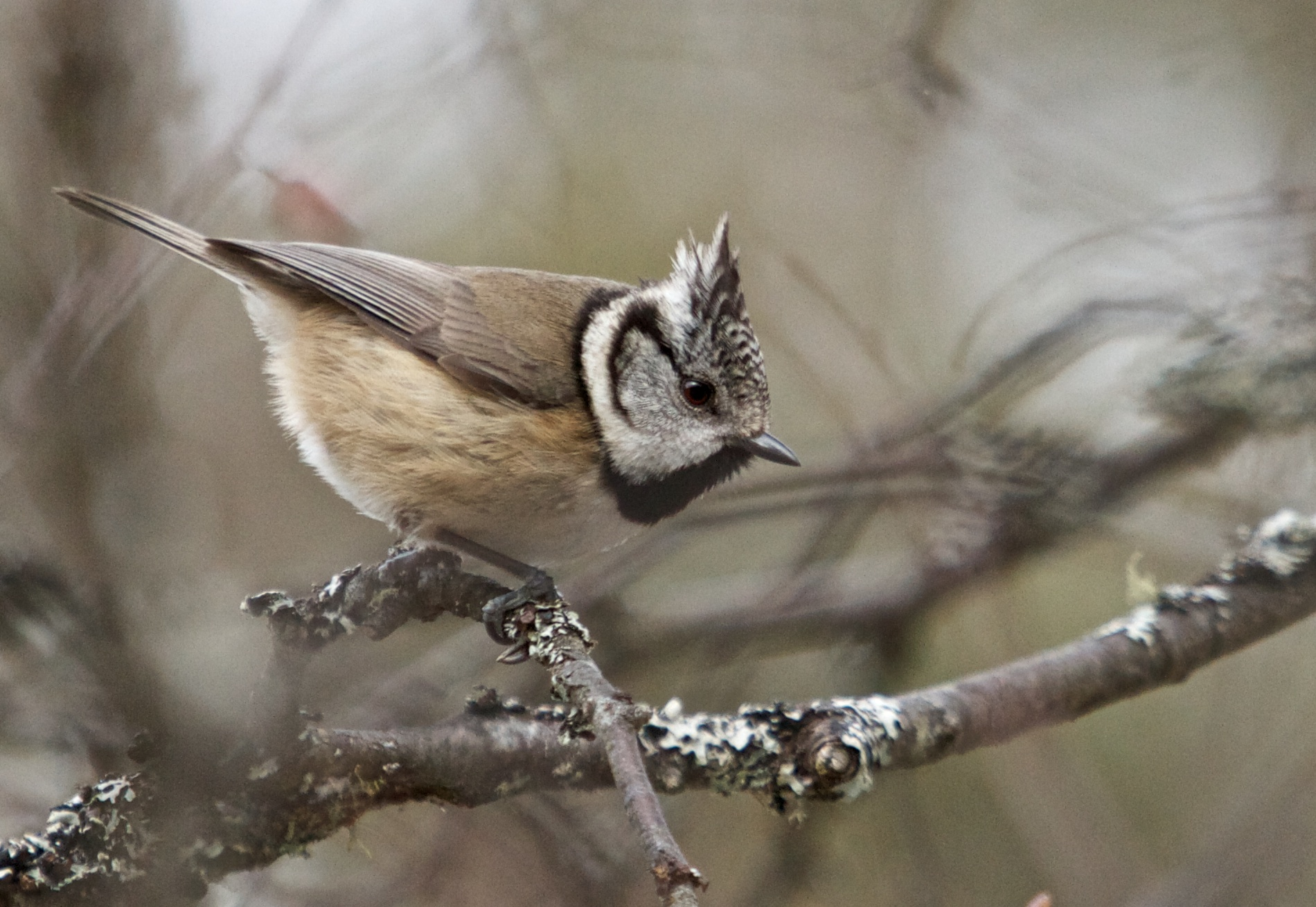
Tofsmes (Lophophanes cristatus)

  - Blek gråmes (Baeolophus ridgwayi)
  - Östlig gråmes (Baeolophus bicolor)
  - Svartkronad gråmes (Baeolophus atricristatus)
- Sittiparus
  - Taiwanmes (Sittiparus castaneoventris) – nyligen urskild art
  - Iriomotemes (Sittiparus olivaceus) – nyligen urskiljd art
  - Samurajmes (Sittiparus varius)
  - Izumes (Sittiparus owstoni) – nyligen urskild art
  - Vitpannad mes (Sittiparus semilarvatus)

- Titor (Poecile) 

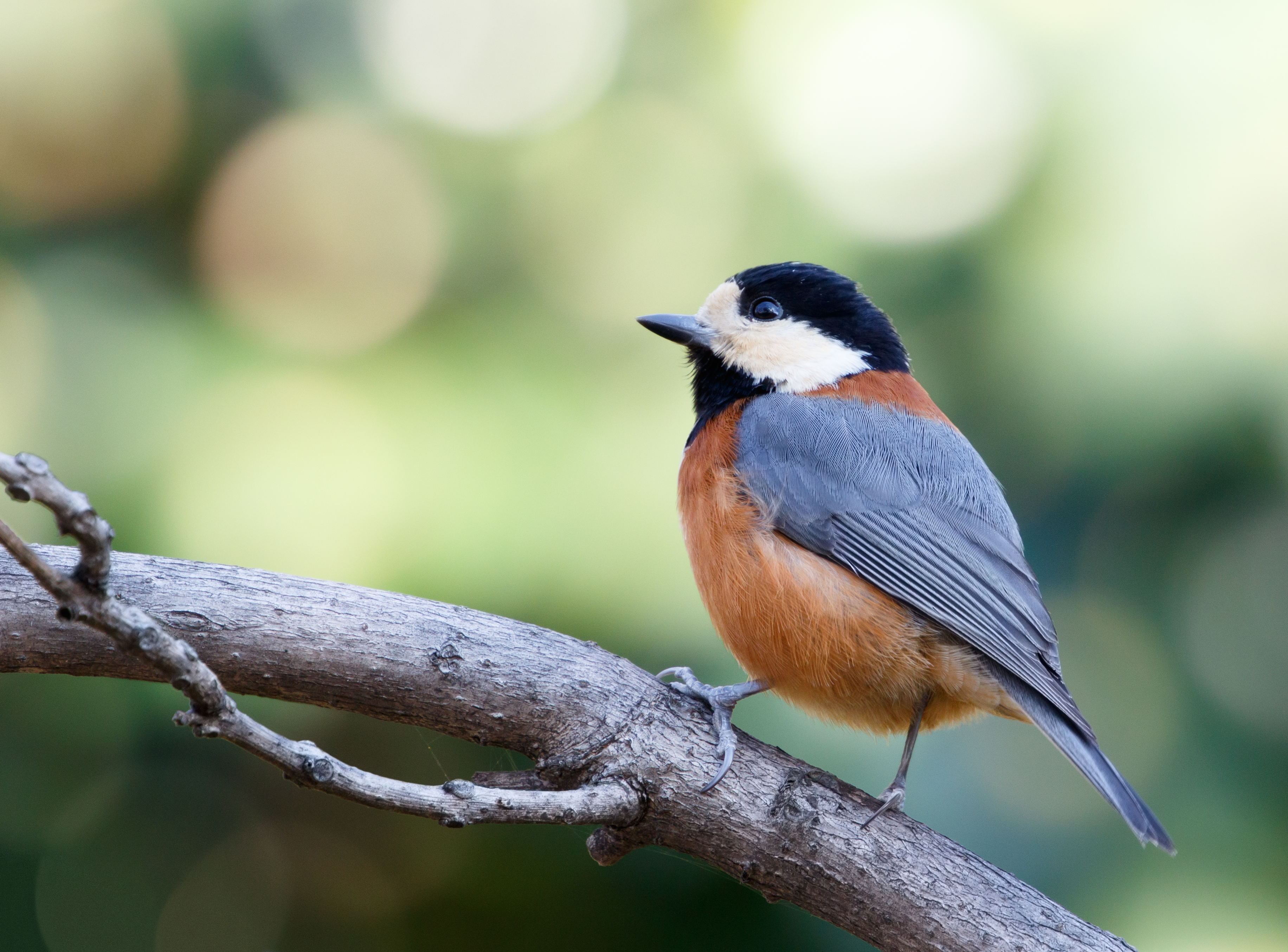
Samurajmes (Sittiparus varius)

  - Vitbrynad mes (Poecile superciliosus)
  - Balkanmes (Poecile lugubris)
  - Kanelmes (Poecile davidi)
  - Entita (Poecile palustris)
  - Hyrkanmes (Poecile hyrcanus)
  - Sikangtita (Poecile hypermelaenus)
  - Sichuanmes (Poecile weigoldicus)
  - Talltita (Poecile montanus)
  - Lappmes (Poecile cinctus)
  - Rostmes (Poecile rufescens)
  - Kanadames (Poecile hudsonicus)
  - Bergtita (Poecile gambeli)
  - Mexikansk tita (Poecile sclateri)
  - Karolinatita (Poecile carolinensis)
  - Amerikansk talltita (Poecile atricapillus)

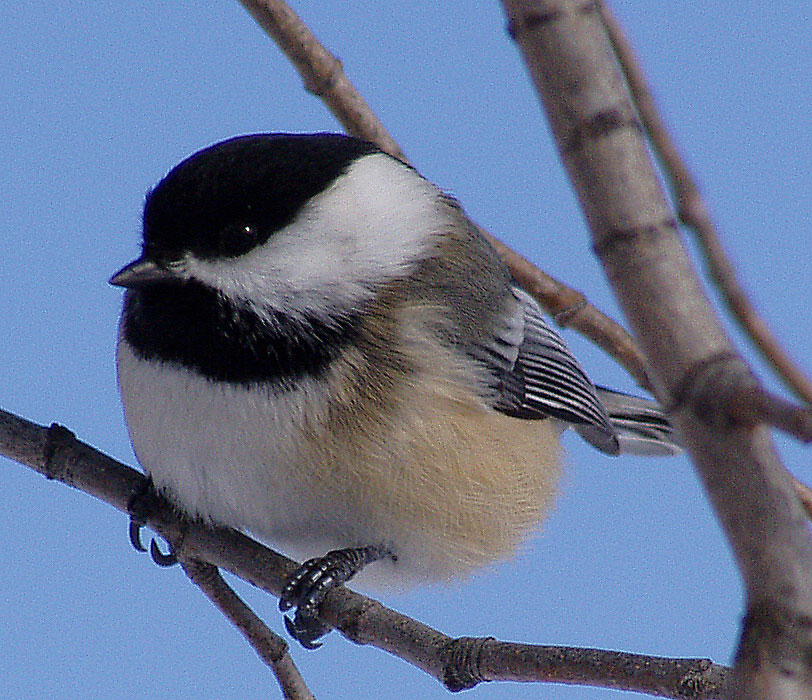
Amerikansk talltita (Poecile atricapillus)